# Caledargiolestes janiceae
Caledargiolestes janiceae е вид водно конче от семейство Megapodagrionidae.

## Разпространение
Видът е разпространен в Нова Каледония.